# Guadiana
Guadiana (arabsko Wadi Ana, latinsko Anas, špansko/portugalsko Guadiana; IPA /gwɐdi'ɐnɐ/ oz. Odiana) je 778 km dolga reka, ki predstavlja državno mejo med Španijo in Portugalsko. Izlije se v Cadiziški zaliv, del Atlantskega oceana.